# اس‌اس پیتسبورگ
اس‌اس پیتسبورگ (به انگلیسی: SS Pittsburgh) یک کشتی بود که طول آن ۶۰۱ فوت (۱۸۳ متر) بود. این کشتی در سال ۱۹۲۰ ساخته شد.